# مات كينيدي (لاعب كرة قدم)
مات كينيدي (بالإنجليزية: Matt Kennedy)‏ (7 أبريل 1958 في الولايات المتحدة - ) هو لاعب كرة قدم أمريكي في مركز حراسة المرمى. لعب مع Minnesota Strikers ‏ وفيلادلفيا فيوري ‏ وCarolina Lightnin' ‏ وPhiladelphia Fever (MISL) ‏ وويتشاتا وينغز ‏.